# Майское (Ленинградская область)
Майское (до 1948 — Ханнуккала, фин. Hannukkala) — упразднённый посёлок на территории Высоцкого городского поселения Выборгского района Ленинградской области.

## Название
В начале 1948 года на общем собрании местного колхоза «имени 9-го Мая» деревня Ханнуккала по названию колхоза была переименована в деревню Майская.
Новое название в форме среднего рода было закреплено указом Президиума ВС РСФСР от 1 октября 1948 года.

## История

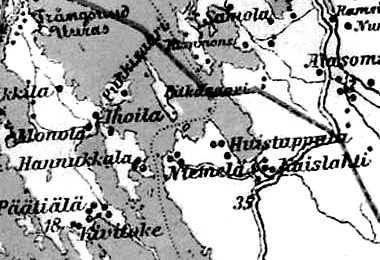
Деревня Ханнуккала на финской карте 1923 года

До 1939 года деревня Ханнуккала (фин. Hannukkala) входила в состав волости Йоханнес (фин. Johannes) Выборгской губернии Финляндии. Деревня располагалась на восточном берегу острова Ханнуккалансаари (совр. Майский), между материковой частью и островом Уураансаари (совр. Высоцкий). Жители деревни занимались главным образом рыболовством и земледелием. Накануне войны в Ханнуккала проживали 94 человека.
С 1 января 1940 года по 31 октября 1944 года — в составе Карело-Финской ССР.
С 1 июля 1941 года по 31 мая 1944 года — финская оккупация.
С 1 ноября 1944 года — в составе Аласомского сельсовета Выборгского района Ленинградской области.
В 1946—1947 годах в опустевшую деревню Ханнуккала начали прибывать переселенцы для организации колхоза «имени 9-го Мая».
С 1 октября 1948 года учитывается административными данными как деревня Майское в составе Матросовского сельсовета. В ходе укрупнения хозяйства к ней была присоединена соседняя деревня Пяатиля (фин. Päätilä).
С 1 января 1950 года — в составе Майского сельсовета.
С 1 июня 1954 года — в составе Соколинского сельсовета.
Согласно административным данным 1966, 1973 и 1990 годов посёлок Майское также входил в состав Соколинского сельсовета.
В 1997 году в посёлке Майское Соколинской волости проживал 1 человек.
На основании областного закона № 76-оз от 13 декабря 2001 года посёлок Майское совместно с посёлком Щербаково вошёл в состав посёлка Медянка.
1 января 2006 года в соответствии с областным законом № 17-оз от 10 марта 2004 года «Об установлении границ и наделении соответствующим статусом муниципальных образований Всеволожский район и Выборгский район и муниципальных образований в их составе» образовано Высоцкое городское поселение, в состав которого в том числе вошла территория острова Майского.
Постановлением администрации Выборгского района Ленинградской области № 2178 от 14 июня 2016 года улице в восточной части Майского острова на территории восточной части Высоцкого массива Высоцкого городского поселения (на месте посёлка Майское) присвоено наименование Майский проезд.
Согласно данным ФИАС (на октябрь 2024 года) Майский проезд (почтовый индекс 188909) расположен на «территории Высоцкая» Высоцкого городского поселения.

## География
Посёлок располагался в северо-западной части района на восточном берегу острова Майский.
К северу от посёлка находилась обслуживавшая его, а ныне упразднённая, железнодорожная платформа Ханнуккала, на линии Зеленогорск — Приморск — Выборг.

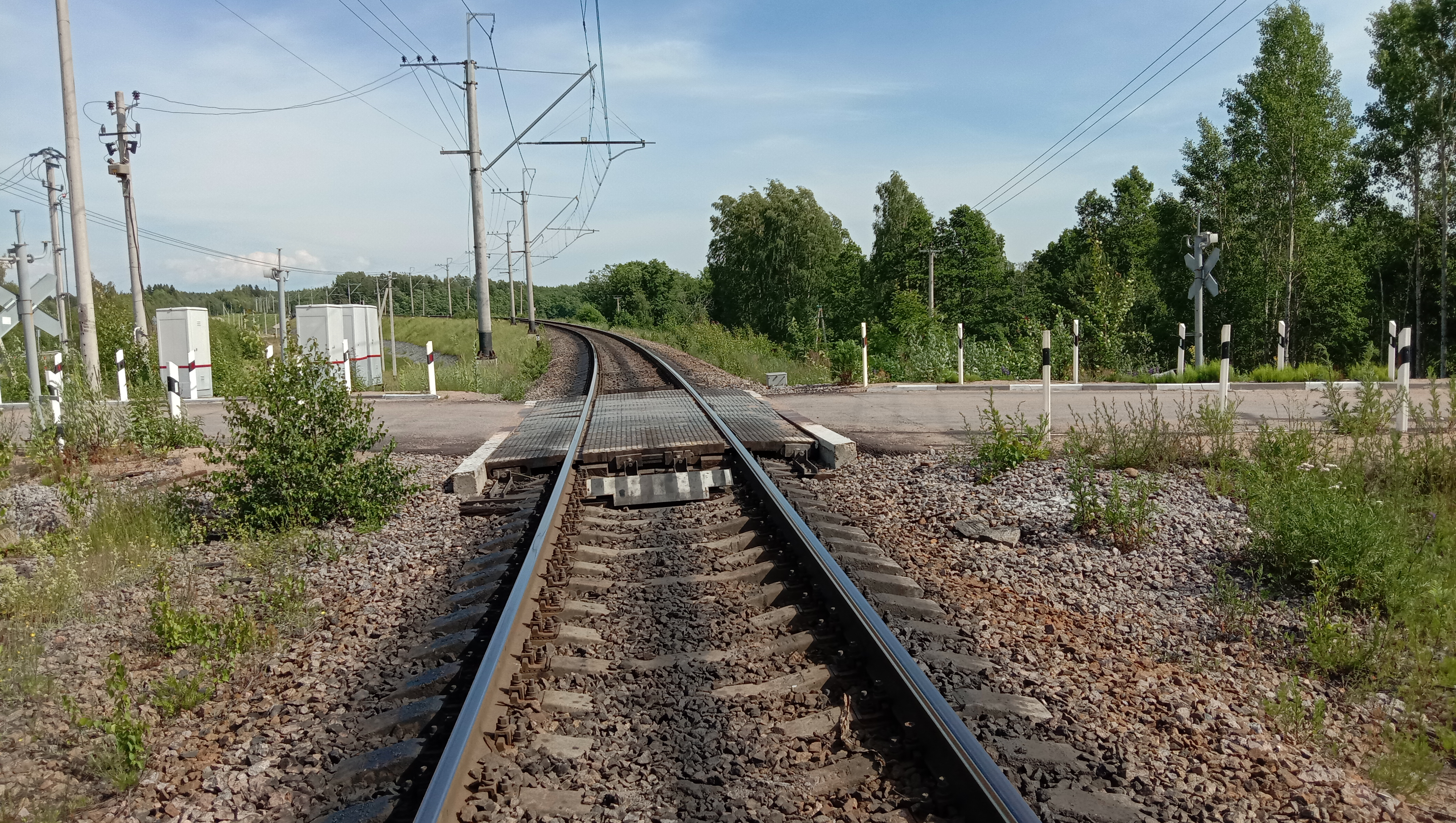
Бывшая финская железнодорожная платформа Ханнуккала

## Улицы
Майский проезд.